# Кадыров, Абдулхамид
Абдулхами́д Кады́ров (узб. Абдулҳамид Қодиров; 1930 год, махалля Бешкарам, село Араван, Араванский район, Ошская область, Киргизская ССР — 2003 год) — советский хлопковод, звеньевой колхоза имени Молотова Араванского района Ошской области, Киргизская ССР. Герой Социалистического Труда (15.02.1957).

## Биография
Родился в 1930 году в махалле Бешкарам, села Араван Ошской области в крестьянской семье, по национальности узбек.
Начал свою трудовую деятельность в 1942 году, вступив в колхоз им. Молотова. В 1948-1956 годах возглавлял хлопководческое звено колхоза имени Молотова Араванского района.
Возглавляемое им звено добилось больших успехов в хлопководстве. В 1949 году с каждого гектара хлопкового поля было собрано по 32 центнеров, в 1950 году по 40 центнеров, в 1953 году 48 центнеров, в 1955 году 55 центнеров, в 1956 году 67 центнеров хлопка-сырца.
1956 года — бригадир в колхозе имени Молотова. В 1959 году избран председателем этого же колхоза. В 1960-1992 годах возглавлял хлопководческую бригаду названного колхоза. В 1990 году вышел на пенсию.
В 1957 году звено Абдулхамида Кадырова вырастило в среднем по 67 центнеров хлопка-сырца на участке площадью 15 гектаров. Указом Президиума Верховного Совета СССР от 15 февраля 1957 года за выдающиеся успехи, достигнутые в деле увеличения производства сахарной свеклы, хлопка и продуктов животноводства, широкое применение достижений науки и передового опыта в возделывании хлопчатника, сахарной свеклы и получение высоких и устойчивых урожаев этих культур удостоен звания Героя Социалистического Труда с вручением ордена Ленина и золотой медали «Серп и Молот».
Кадыров А. неоднократно избирался депутатом Ошского областного, Араванского районного и сельского советов.
В семье воспитал 3 сыновей и 2 дочерей.
Умер 6 декабря 2003 года, похоронен на кладбище «Интифак» в селе Кок-Желет Араванского района.

## Награды
- Герой Социалистического Труда (15.02.1957)
- Орден Ленина
- Орден Трудового Красного Знамени (1973)
- Орден Октябрьской Революции (1975)
- Орден Дружбы Народов
- Медаль «В ознаменование 100-летия со дня рождения Владимира Ильича Ленина» (1970 г.)
- многочисленные медали, нагрудные знаки, почётные грамоты Верховного Совета Киргизской ССР.